# رتمايستر

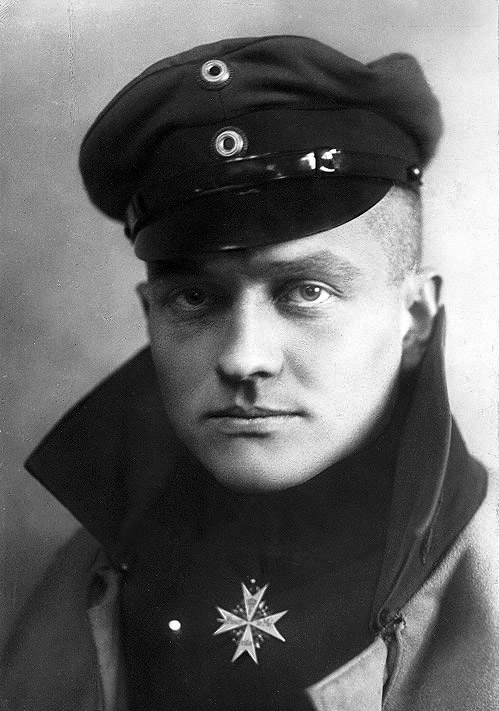
رتمايستار مانفرد فون ريشتهوفن ـــ أحد الطيارين الألمان المتفوقين في الحرب العالمية الأولى.

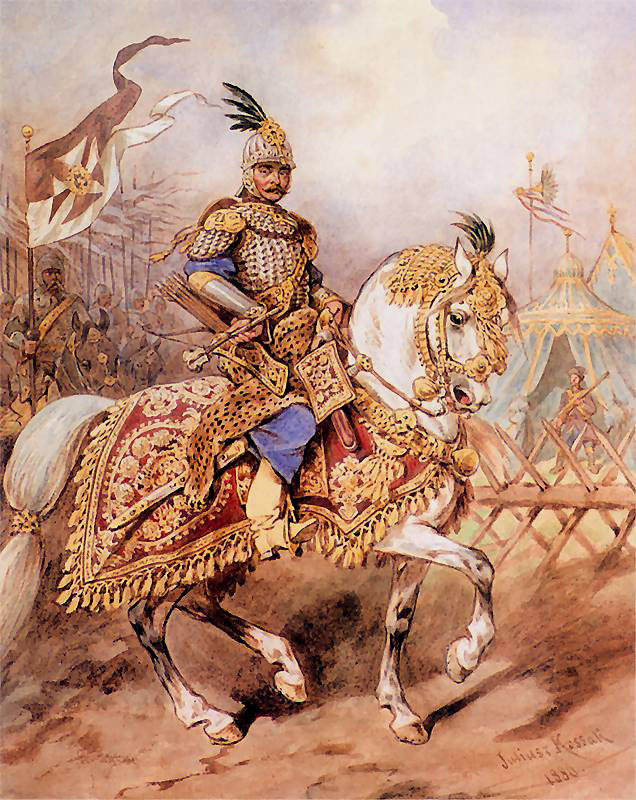
Polish rotmistrz of an armoured regiment

رتمايستر (لغة ألمانية لـ «سيد ركوب الخيل» أو «سيد الخيل») كانت رتبة عسكرية لظابط الخيالة المُكلف في جيوش ألمانيا والنمسا-المجر والدول الاسكندنافية وبعض الدول الأخرى. كان مسؤولًا عادةً عن سرب (Squadron (army)) (وحدة بحجم سرية تسمى «فوج» في الولايات المتحدة، على عكس سرب الفرسان الأمريكي من حجم أكبر كتيبة)، وكان ما يعادل رتبة هاوبتمان (Hauptmann) (نقيب بالعربية)، معادلة الناتو OF-2. الأسماء المختلفة لهذه الرتبة بلغات مختلفة (جميع اللغات الجرمانية):
- (بالسويدية: ryttmästare)
- (بالدنماركية: ritmester)
- (بالنرويجية: rittmester)
- (بالألمانية: Rittmeister)